# Lecithocera choritis
Lecithocera choritis – gatunek motyla z rodziny Lecithoceridae i podrodziny Lecithocerinae.
Gatunek ten opisany został w 1910 roku przez Edwarda Meyricka, który jako miejsce typowe wskazał góry Palni i Nilgiri.
Motyl o jasnożółtoochrowej głowie, białawoochrowych i ciemnobrunatnoszaro nakrapianych czułkach, białawoochrowych głaszczkach i jasnofiloletowawobrunatnoszarym tułowiu. Przednie skrzydła o rozpiętości od 21 do 23 mm wydłużone i ku tyłowi nieco rozszerzone, o krawędzi kostalnej nieco łukowatej, tępym wierzchołku i skośnym, prawie prostym termenie. Barwa skrzydeł przednich ochrowożółtawa z fioletowawobrunatnoszarym i ciemnobrunatnoszarym nakrapianiem oraz jasnoochrowożółtą, w dwóch miejscach przyciemnioną strzępiną. Tylne skrzydła szare z białawoochrowymi strzępinami. Odwłok jasnożółtoochrowy.
Gatunek endemiczny dla południowych Indii.